# فیلم جنگی

نگاره‌ای از ژانر جنگ در فیلم‌ها

سبک جنگی یکی از ژانرهای فیلم است که در مورد موضوعات مربوط به جنگ و معمولاً حماسی ساخته می‌شود. این فیلم‌ها بیشتر مربوط به جنگ‌های ارتش‌ها و سپاه‌ها توسط نیروی زمینی، نیروی هوایی و نیروی دریایی و گاه در مورد اسیران جنگی، عملیات‌های مخفی نظامی و آموزش نظامی است. این فیلم‌ها گاهی زندگی روزمره نظامی و غیرنظامی افراد در زمان جنگ را به نمایش می‌کشد. این داستان‌ها ممکن است خیالی، بر مبنای حقیقت تاریخی، زندگی‌نامه‌ای یا تاریخ متناوب باشد.
در مقابل فیلم‌های ضد جنگ نیز ساخته می‌شود که درد و وحشت جنگ را از دیدگاه سیاسی و ایدئولوژیک به نمایش می‌گذارد.